# 32e sessie van de Commissie voor het Werelderfgoed

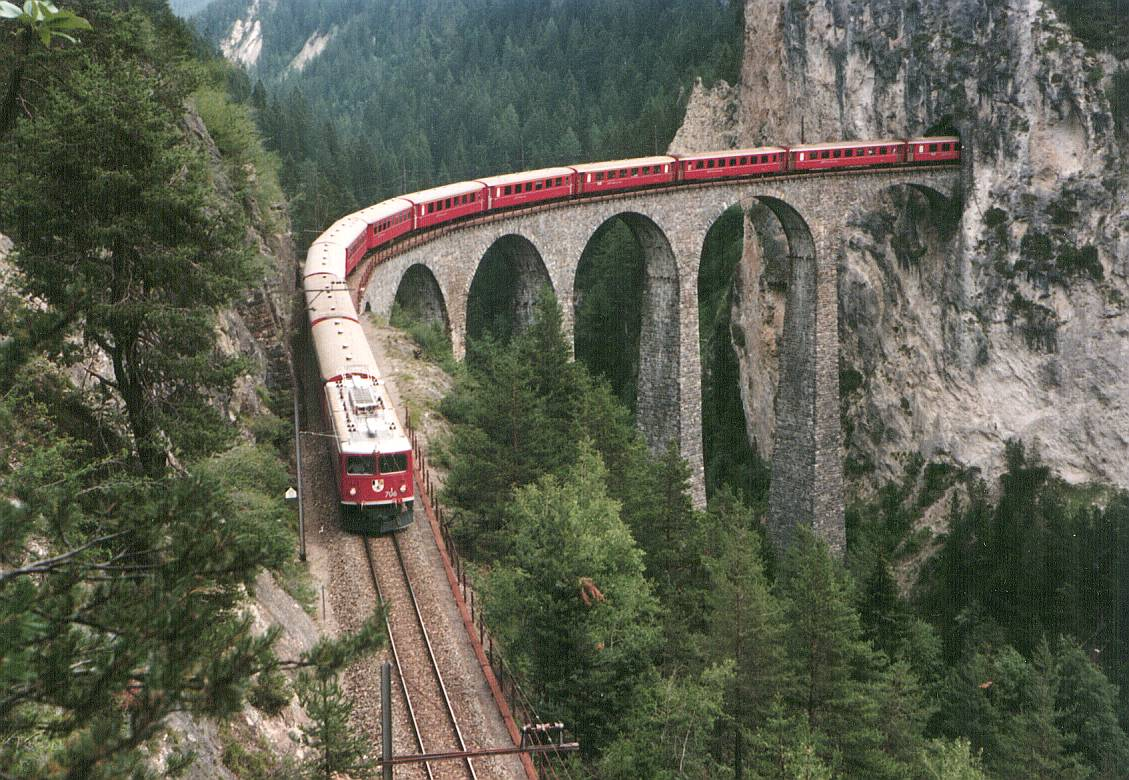
spoorlijnen van de Rhätische Bahn: de Albulaspoorlijn en de Bernina-Bahn in Zwitserland en Italië

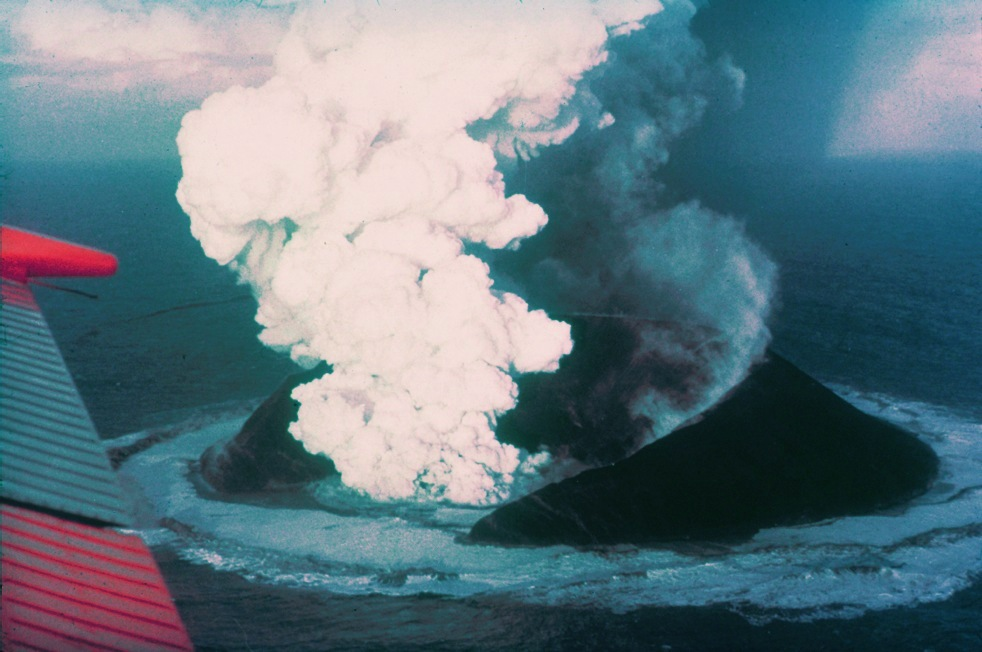
Surtsey in IJsland

De 32e sessie van de Commissie voor het Werelderfgoed vond van 2 juli tot 10 juli 2008 plaats in Québec in Canada.
Er werd besloten over mogelijke nieuwe werelderfgoederen en wijzigingen op de bestaande lijst. Het totale aantal beschermde sites op de Werelderfgoedlijst komt op 878, waarvan 174 in het natuurerfgoed, 679 monumenten in het cultuurerfgoed en 25 monumenten als een combinatie van beide (dit zijn de zogenaamde "gemengde erfgoederen"). Van deze lijst staan er 31 op de lijst van het bedreigde werelderfgoed, omdat het voortbestaan van deze monumenten in gevaar is.
Het immateriële werelderfgoed wordt door UNESCO opgenomen in de aparte lijst van Meesterwerken van het Orale en Immateriële Erfgoed van de Mensheid.

## Nieuw in 2008
Van 2 tot 10 juli 2008 werden tijdens de 32e sessie van de Commissie voor het Werelderfgoed in Québec (Canada), welke stad in 2008 vierde dat zij 400 jaar geleden werd gesticht, 27 erfgoederen (19 onder cultuur en 8 onder natuur) toegevoegd aan de lijst en 4 uitgebreid. Vier landen hebben hun eerste erfgoed op de lijst ingeschreven gekregen: Papoea-Nieuw-Guinea, San Marino, Saoedi-Arabië en Vanuatu.

### Cultuurerfgoed
- Cambodja: Preah Vihear Tempel
- China: de Tulou van Fujian
- Cuba: het historisch centrum van Camagüey
- Duitsland: Modernistische woonwijken van Berlijn
- Frankrijk: de vestingwerken van Vauban
- Iran: drie Armeense kloosters in Iran: de Sint-Stefanuskerk, Qara Kelisa en de Kapel van Dzordzor
- Israël: Heilige plaatsen van het bahá'í-geloof in Haifa en West-Galilea
- Italië: Mantua en Sabbioneta
- Italië (met Zwitserland): twee spoorlijnen van de Rhätische Bahn: de Albulaspoorlijn en de Bernina-Bahn
- Kenia: de Kaya-wouden van de Mijikenda
- Kroatië: de vlakte van Stari Grad
- Maleisië: Melaka en George Town, twee historische steden van de Straat van Malakka
- Mauritius: het Culturele landschap van Le Morne
- Mexico: de versterkte stad San Miguel en het heiligdom van Jesús de Nazareno de Atotonilco
- Papoea-Nieuw-Guinea: de vroege landbouwsite van Kuk
- San Marino: het historisch centrum van San Marino en de monte Titano
- Saoedi-Arabië: de archeologische site van Hegra (Madain Saleh)
- Slowakije: de houten kerken in het Slowaakse gedeelte van de Karpaten
- Vanuatu: het domein van chief Roi Mata
- Zwitserland (samen met Italië): twee spoorlijnen van de Rhätische Bahn: de Albulaspoorlijn en de Bernina-Bahn

### Natuurerfgoed
- Canada: de Fossielkliffen van Joggins
- China: het Nationaal park Sanqingshan
- Frankrijk: de lagunes van Nieuw-Caledonië: rifdiversiteit en bijhorende ecosystemen
- IJsland: Surtsey
- Jemen: de Socotra-archipel
- Kazachstan: Saryarka-steppe en meren van Noord-Kazachstan
- Mexico: het biosfeerreservaat van de monarchvlinder
- Zwitserland: het tektonische landschap van Sardona

### Uitbreiding
- Albanië: aan het historische centrum van de stad Gjirokastër wordt het historische centrum van de stad Berat toegevoegd
- Duitsland en Verenigd Koninkrijk: de Grenzen van het Romeinse Rijk worden uitgebreid met de Antonijnse Muur
- India: de Bergspoorwegen in India worden uitgebreid met de spoorweg van Kalka naar Shimla
- Spanje: de grot van Altamira wordt uitgebreid met 17 beschilderde grotten uit het Paleolithicum en zal voortaan worden beschreven als "de grot van Altamira en Paleolithische grotkunst van Noord-Spanje"

1977 · 
1978 · 
1979 · 
1980 · 
1981 · 
1982 · 
1983 · 
1984 · 
1985 · 
1986 · 
1987 · 
1988 · 
1989 · 
1990 · 
1991 · 
1992 · 
1993 · 
1994 · 
1995 · 
1996 · 
1997 · 
1998 · 
1999 · 
2000 · 
2001 · 
2002 · 
2003 · 
2004 · 
2005 · 
2006 · 
2007 · 
2008 · 
2009 · 
2010 · 
2011 · 
2012 · 
2013 · 
2014 · 
2015 · 
2016 · 
2017 · 
2018 · 
2019 · 
2020-2021 ·
2022-2023 ·
2024 ·
2025